# Velika kopriva
Velika kopriva (znanstveno ime Urtica dioica) je rastlina trajnica z razvejanimi plazečimi poganjki in pokončnim štirioglatim steblom. Listi so podolgovati, jajčasti s podaljšanim vrhom, pri spodnjem delu so srčasti, sivozelene barve, spodaj so pokriti s krhkimi laski, ki se zapičijo v kožo in spečejo, izločijo strup, ki na koži izzove rdečico in mehurje. Kopriva je zelo razširjena rastlina, ki raste na zapuščenih vrtovih, njivah, vlažnih gozdovih, ob cestah, nasipih in tudi visoko v planinah.

## Kopriva v prehrani
Koprivo so uporabljali v prehrani že v starem Egiptu. Egipčani so koprivo kultivirali v  povrtnino, od njih so jo v iste namene prevzeli tudi Grki in Rimljani. Hipokrat in Horacij že pišeta o koristnosti uživanja kopriv, Plinij starejši pa celo zapiše, da mlade koprive spomladi dajejo dobro in zdravo hrano telesu in tistega, ki jih uživa, celo leto varujejo pred boleznimi. Za hrano se uporabljajo listi in mladi vršički koprive, nabrane spomladi in pripravljene enako kot špinača. Včasih jih mešajo tudi z drugo zelenjavo ali pa pripravljajo iz njih razne omake, solate in juhe.